# Maximilian Eggestein
Maximilian Eggestein (ur. 8 grudnia 1996 w Hanowerze) – niemiecki piłkarz grający na pozycji pomocnika.

## Życiorys
Jest wychowankiem Werderu Brema. W czasach juniorskich trenował także w TSV Schloß Ricklingen i TSV Havelse. W 2014 roku trafił do seniorskiej drużyny Werderu. W Bundeslidze zadebiutował 29 listopada 2014 w wygranym 4:0 meczu z SC Paderborn 07. Do gry wszedł w 83. minucie, zmieniając Leventa Aycicka.
Jest bratem Johannesa Eggesteina, również piłkarz.